# Guvernul iugoslav din exil

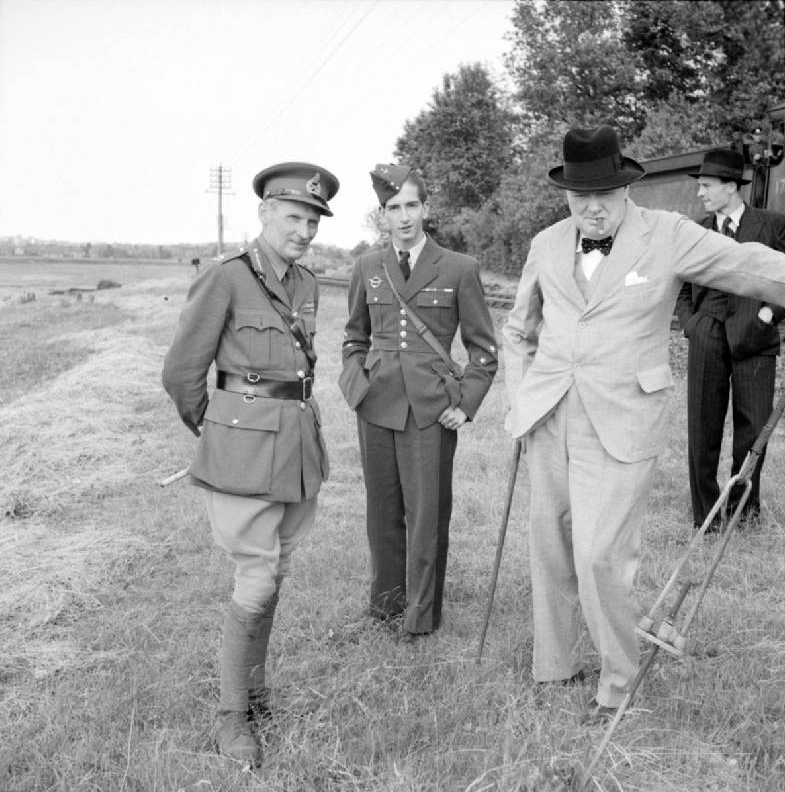
Generalul-locotenent Montgomery în stanga, regele iugoslav Petru al II-lea (centru) și Prim-ministrul englez, Winston Churchill (dreapta) în 1941

Guvernul iugoslav din exil (în sârbocroată Vlada Kraljevine Jugoslavije u egzilu / Влада Краљевине Југославије у егзилу) a fost guvernul care a reprezentat Regatul Iugoslaviei în timpul celui de-al Doilea Război Mondial, după invadarea forțelor Axei survenită ca urmare a loviturii de stat din aprilie 1941. Împreună cu regele Petru al II-lea au fost evacuați din Belgrad și au ajuns mai întâi în Grecia apoi în Palestina, ulterior în Egipt iar în cele din urmă în Regatul Unit în iunie 1941. Din acel moment a fost cunoscut cu denumirea Guvernul de la Londra (în sârbocroată Vlada u Londonu / Влада у Лондону) și a menținut contactul direct cu rezistența monarhistă.
Recunoscut de toți aliații, inclusiv de URSS, guvernul iugoslav din exil și-a văzut autoritatea contestată de partizanii comuniști conduși de Tito care, în noiembrie 1943, și-au proclamat propriul guvern provizoriu, Comitetul Național de Eliberare a Iugoslaviei (NKOJ). Din cauza disensiunilor interne, guvernul din exil a fost subminat și mai mult, în special între miniștrii sârbi și croați, și a fost și mai dificil să elaboreze o declarație comună asupra obiectivelor de război astfel că în fruntea guvernului au succedat patru prim-miniștrii în doi ani. Winston Churchill, a ales să-i susțină pe partizani, pe care îi considera cea mai eficientă mișcare de rezistență, a făcut presiuni asupra regelui pentru a înființa un guvern iugoslav „mai reprezentativ”. Ivan Šubašić a fost numit șef al guvernului în exil și a fost responsabil să găsească o înțelegere cu Tito. Acesta s-a întâlnit cu liderul comunist în iunie 1944 și au reușit să obțină un acord privind componența unui nou guvern, din care să fie excluse forțele ostile partizanilor.
După eliberarea Serbiei de către comuniști în toamna anului 1944, formarea unui guvern de „unitate națională” a fost nevoită să aștepte până în martie 1945: la 6 martie, după noile negocieri dintre Tito și Šubašić, s-a format un nou guvern, care a înlocuit atât guvernul regal din exil, cât și NKOJ. Tito a obținut funcția de prim-ministru, iar noua echipă a fost aproape în întregime dominată de comuniști: componența guvernului avea doar trei miniștrii non-comuniști, inclusiv Šubašić, iar aceștia nu au avut practic nicio influență. Comuniștii și-au asigurat apoi rapid puterea în Iugoslavia care nu putea fi contestată, iar monarhia a fost abolită în noiembrie și a fost proclamată Republica Populară Federativă Iugoslavia.

## Prim-miniștrii guvernului iugoslav din exil
- Dušan Simović (1941-1942)
- Slobodan Jovanović (1942-1943)
- Miloš Trifunović (1943-1943)
- Božidar Purić (1943-1944)
- Ivan Šubašić (1944-45)